# Sandra Sá (álbum de 1986)
Sandra Sá é o quinto álbum da cantora brasileira Sandra de Sá, lançado em 1986.

## Recepção
A música Joga Fora aparece na posição 24 entre as 100 músicas mais tocadas no ano de 1986 O grande sucesso da carreira de Sandra, a música Retratos & Canções (lembranças de nós dois) ficou na posição 28 entre as 100 músicas mais tocadas do ano de 1987  A música também entrou para a trilha sonora Nacional da novela O Outro da Rede Globo no mesmo ano  A música Solidão Entrou pra trilha sonora da novela Marisol do SBT em 2002. 

## Faixas[1]
| N.º | Título                                         | Compositor(es)                                                     | Duração |  |
| 1.  | "Retratos e Canções"                           | Paulo Massadas / Michael Sullivan                                  | 3:54    |  |
| 2.  | "Joga Fora"                                    | Paulo Massadas / Michael Sullivan                                  | 4:36    |  |
| 3.  | "Solidão"                                      | Chico Roque / Carlos Colla                                         | 4:13    |  |
| 4.  | "Entre Nós" (participação de Michael Sullivan) | Paulo Massadas / Michael Sullivan                                  | 5:05    |  |
| 5.  | "Olhos Coloridos"                              | Macau                                                              | 6:44    |  |
| 6.  | "Usa e Abusa"                                  | Júnior Mendes / Sandra de Sá                                       | 3:21    |  |
| 7.  | "Não Vá"                                       | Mirna / Sandra de Sá                                               | 4:15    |  |
| 8.  | "Mora No Coração"                              | Gabriel O'Meara / Prêntice                                         | 3:55    |  |
| 9.  | "Lobo Mau"                                     | Cláudia Olivetti / Júnior Mendes / Lincoln Olivetti / Robson Jorge | 4:14    |  |
| 10. | "Aquelas Coisas"                               | Tony Bahia / Joanna                                                | 4:11    |  |
| 11. | "Feliz"                                        | Cláudia Olivetti                                                   | 4:23    |  |